# Voiscreville
Voiscreville è un comune francese di 119 abitanti situato nel dipartimento dell'Eure nella regione della Normandia.

## Società

### Evoluzione demografica
Abitanti censiti